# Datapoint 2200
| Datapoint 2200   | Datapoint 2200                                  |
| ---------------- | ----------------------------------------------- |
|                  |                                                 |
| Hersteller       | Computer Terminal Corporation                   |
| Typ              | Personal Computer                               |
| Gehäuse          | Kunststoff                                      |
| Veröffentlichung | Juni 1970                                       |
| Produktionsende  | 1979                                            |
| Prozessor        | 8 Bit, bestehend aus Standard-TTL-Bauelementen. |
| Arbeitsspeicher  | standardmäßig 2 KB, erweiterbar bis 16 KB       |
| Grafik           | nur Text, 80×12 Zeichen                         |
| Betriebssystem   | Datapoint O/S                                   |

Das Datapoint 2200 war ein massenproduziertes, programmierbares Computerterminal, welches von Computer Terminal Corporation (CTC, später Datapoint Corporation) im Juni 1970 der Öffentlichkeit vorgestellt wurde (Auslieferung der ersten Geräte 1971). Es wurde von CTC als ein vielseitiges, kostengünstiges Terminal entworfen, welches durch das Laden verschiedener Terminal-Emulationen von Band an eine Vielzahl von Großrechnern angeschlossen werden konnte. Allerdings erkannten einige Geschäftskunden (z. B. Pillsbury Company), dass dieses sogenannte „programmierbare Terminal“ Aufgaben eines einfachen Computers übernehmen konnte, und benutzten daraufhin ihre Geräte als eigenständige Computersysteme. Bedeutsam ist die Tatsache, dass die Multi-Chip-CPU (Prozessor) des Terminals zum Vorfahren der x86-Prozessor-Architektur wurde, auf dem der ursprüngliche IBM PC und dessen Abkömmlinge basieren.

## Technische Beschreibung
Das Datapoint 2200 hatte eine eingebaute Tastatur, einen eingebauten Monochrom-Monitor (grün) mit 12 Zeilen zu 80 Spalten und zwei 47 Zeichen pro Zoll Kassettenlaufwerke mit jeweils 130 KB Kapazität. Die Größe von 24 cm × 47 cm × 50 cm und die Form (eine Kiste mit vorstehender Tastatur) entsprachen in etwa der IBM Selectric Kugelkopfschreibmaschine. Anfangs war das Terminal mit einem Diablo 2,5 MB 2315-Wechselrahmen-Festplattenlaufwerk zusammen mit Modems, verschiedenen Arten serieller Schnittstellen, paralleler Schnittstelle, Drucker und einem Lochkartenleser erhältlich. Später standen auch ein 8-Zoll-Diskettenlaufwerk und weitere, größere Festplatten zur Verfügung. Ein Industriestandard 7/9-Spur-(wählbar)-Magnetbandlaufwerk war ab 1975 erhältlich. Ende 1977 präsentierte Datapoint das ARCNET zur lokalen Vernetzung. Der ursprüngliche Typ 1 wurde mit 2 KB seriellem Schieberegister als Hauptspeicher ausgeliefert, der auf 8 KB erweitert werden konnte. Der Typ 2 verwendete dichtere 1 KBit RAM-Chips, so dass die Grundkonfiguration 4 KB Speicher entsprach und auf bis zu 16 KB erweiterbar war. Der Einstiegspreis lag bei rund 5.000 US-Dollar (entspricht 29.000 USD im Jahr 2014), und ein vollständiges 16 KB Typ 2 2200 hatte einen Listenpreis von knapp über 14.000 USD. Dem Modell 2200 folgten 5500, 1100, 6600, 3800, 8800 usw.

## Der Keim der x86-Architektur
Abgesehen davon, einer der ersten Personal Computer gewesen zu sein, hat das Datapoint 2200 eine weitere Verbindung zur Computer-Geschichte. Das ursprüngliche Design verlangte nach einem Ein-Chip-8-Bit-Mikroprozessor als CPU, anstatt einem Prozessor aus diskreten TTL Modulen wie sie zu jener Zeit üblich waren. Im Jahr 1969 beauftragte CTC zwei Unternehmen, Intel und Texas Instruments (TI), damit, den Chip zu bauen. TI sah sich nicht in der Lage, einen zuverlässigen Chip zu fertigen, und trat vom Vertrag zurück. Intel wiederum konnte CTCs Frist nicht einhalten, worauf beide Unternehmen ihren Vertrag neu verhandelten, wodurch CTC sein Geld und Intel die Rechte am schließlich fertiggestellten Prozessor behielt.
CTC fertigte das Datapoint 2200 mit ca. 100 TTL-Komponenten (SSI/MSI Chips) statt eines Mikroprozessors, während Intels Single-Chip-Design schließlich im April 1972 unter dem Namen Intel 8008 veröffentlicht wurde. Dennoch kommt der 8008-CPU wegweisende Bedeutung zu. Sie war der Urahn von Intels 8-Bit-CPU-Linie, dem die auf Assembler-Ebene kompatiblen 16-Bit-CPUs folgten – die ersten Mitglieder der x86-Familie, als der der Befehlssatz später bekannt wurde. Der 8008 selbst wurde in den ersten Mikrocomputern wie SCELBI, MCM/70 und Micral verwendet.

## Verantwortliche Personen
Der ursprüngliche Befehlssatz wurde von Victor Poor und Harry Pyle entwickelt. Das letztlich verwendete TTL-Design wurde von Gary Asbell durchgeführt. Das Produktdesign (das Äußere inklusive Logo des Unternehmens) stammt von Jack Frassanito.

## Spezifikation
Haupteinheit
- CPU: 8 Bit, gefertigt aus Standard-TTL-Bauteilen. Der Intel 8008 war eine nahezu hundertprozentig kompatible Implementierung.
- RAM: 2 KB, erweiterbar auf 16 KB
- Grafik: nur Text, 80×12 Zeichen
- Speicher: 2 Kassettenlaufwerke, optionales 8-Zoll-Shugart-Diskettenlaufwerk

Zusatzgeräte
Die Benutzer des 2200 und der nachfolgenden Terminals konnten letztlich aus mehreren Zusatzgeräte wählen. Darunter waren
- Modems
- Festplatten
- Drucker
- ARCNET